# Coordonnée chromatique d'un marquage routier
Dans le domaine du marquage routier, les coordonnées chromatiques désignent un indicateur caractérisant les caractéristiques colorimétriques d’un marquage routier et en particulier sa blancheur (ou la couleur jaune s’il s’agit d’un signal temporaire).

## Descriptif de l’essai
Pour évaluer les coordonnées chromatiques d’une surface, on utilise un colorimètre.